# Tamkeen Tower
La Tamkeen Tower est un gratte-ciel de 258 mètres construit en 2012 à Riyad en Arabie saoudite.